# Sous les jupes des filles (chanson)
Pour l’article homonyme, voir Sous les jupes des filles.
Pistes de C'est déjà ça
L'Amour à la machine Les Regrets
Sous les jupes des filles est une chanson écrite, composée et interprétée par Alain Souchon, sortie en 1993 sur l'album C'est déjà ça.  Le guitariste est Michel-Yves Kochmann.
Elle a été reprise en 2017 par M dans l'album hommage, Souchon dans l'air.
La chanson raconte avec malice l’éveil d’adolescents à l’érotisme, sur fond de préoccupations politiques et morales.